# Gabinete Briand III
O Gabinete Briand III foi o ministério formado por Aristide Briand em 21 de janeiro de 1913 e dissolvido em 18 de fevereiro do mesmo ano. Foi o 53º gabinete da Terceira República Francesa, sendo antecedido pelo Gabinete Poincaré I e sucedido pelo Gabinete Briand IV.

## Contexto
Após a eleição presidencial de Raymond Poincaré, seu ministro da Justiça, Aristide Briand, foi nomeado Presidente do Conselho de Ministros, em 21 de janeiro de 1913.
Contudo, esse novo governo durou menos de 30 dias, renunciando após o fim do mandato do Presidente da República, Armand Fallières. Briand, então, foi chamado para formar um novo gabinete pelo recém-eleito Presidente Poincaré, a quem ele havia apoiado na última eleição.

## Composição
- Presidente da República: Armand Fallières
- Presidente do Conselho de Ministros: Aristide Briand
- Ministro dos Estrangeiros: Charles Jonnart
- Ministro da Justiça: Louis Barthou
- Ministro do Interior: Aristide Briand
- Ministro da Guerra: Eugène Étienne
- Ministro das Finanças: Louis-Lucien Klotz
- Ministro da Marinha: Pierre Baudin
- Ministro da Instrução Pública e Belas Artes: Théodore Steeg
- Ministro das Obras Públicas: Jean Dupuy
- Ministro da Agricultura: Fernand David
- Ministro do Comércio e Indústria: Gabriel Guist'hau
- Ministro das Colônias: Jean Morel
- Ministro do Trabalho e Previdência Social: René Besnard